# Erasmus-Monitor
Erasmus-Monitor ist ein deutscher Blog, der die dschihadistische Szene intensiv beobachtet und sich dabei auf deutsche Salafisten und Dschihadisten fokussiert.

## Zielsetzung
Der journalistisch-wissenschaftliche Blog entstand im Dezember 2014 als ein Projekt des süddeutschen Politikwissenschaftlers Heiner Vogel. Vogel erläuterte als Zielsetzung im Magazin von Exit Deutschland, einem von der Bundesregierung geförderten Aussteigerprogramm für Rechtsextremisten, Zusammenhänge zwischen der Salafismus-Szene und dem Dschihad herleiten zu wollen. Der Name des Projektes soll an einen der bedeutendsten Humanisten der Renaissance, Erasmus von Rotterdam erinnern. Dieser wandte sich als Schriftsteller immer wieder gegen die Kirche und plädierte gleichzeitig für Frieden und Religionsfreiheit. Entstanden ist der Blog aus einem studentischen Projekt während Vogels Masterstudium, das zu ergründen versuchte, warum junge Menschen in den Dschihad ziehen.
Gemäß seiner Selbstdarstellung konzentriert sich der Blog darauf „Entstehungszusammenhänge und Ausprägungen des militanten Salafismus zu beobachten und zu beschreiben“. Dabei differenziert er die einzelnen Akteure und Gruppen der Szene in Europa, dem Nahen Osten und Tschetschenien.

## Rezeption
Im Zusammenhang mit Zweifeln an der Pentagon-Meldung des Tods Denis Cusperts bei einem US-Luftangriff referenzierte das ARD-Nachrichtenportal Tagesschau.de den Erasmus-Monitor als intensiven Beobachter der Dschihadisten-Szene, der Bayerische Rundfunk berichtete über den Blog, dass er „die dschihadistische Szene intensiv beobachtet und als gut informiert gilt“. Die ZDF-Sendung Die Anstalt referenzierte den Erasmus-Monitor in Bezug auf deutsche Selbstmordattentäter. Der Stern porträtierte Vogels Arbeit im September 2015 und schrieb über ihn: „Meister, der sich aus wissenschaftlichem Interesse in dieses konspirative Milieu eingeschlichen hat, der aufklären will, welche Deutschen zum IS wollen und wieso, verhält sich deshalb selbst konspirativ.“
Auch zu den deutschen Leitmedien gezählte Zeitungen und Zeitschriften wie die Süddeutsche Zeitung, Der Spiegel, Die Zeit und Bild nennen den Erasmus-Monitor bei Berichten über Dschihadisten als unmittelbare Quelle. Zahlreiche weitere Printmedien wie unter anderem Stern, Die Welt, Frankfurter Rundschau, Hamburger Abendblatt, Rheinische Post, Kölner Stadt-Anzeiger, Kölnische Rundschau, Abendzeitung, Berliner Zeitung, Stuttgarter Nachrichten, tz, Mitteldeutsche Zeitung und Hürriyet zitieren bedarfsweise den Erasmus-Monitor direkt sowie Verlinken in ihrem Online-Angebot auf den Blog beziehungsweise dessen Twitter-Nachrichten.
Die Autoren des Blogs sind anonym und begründen dies u. a. mit Sicherheitsaspekten als stille Beobachter der djihadistischen Szene, die laut Aussage des Blogs hauptsächlich konspirativ und im Untergrund agiert. Die Blogbetreiber appellieren daher insbesondere an Journalisten, aufgegriffene Sachverhalte selbst genauestens zu überprüfen, bevor sie Artikel veröffentlichen. Sie sollten sich nicht auf anonyme Blogs blind verlassen, deren Quellen und Urheber nicht bekannt sind. Dazu gehört ebenfalls die Übernahme ganzer Artikelpassagen in eigenen Berichten, ohne dabei den Urheber zu nennen.